# High Lake (Antarktika)
Der High Lake (englisch für Hoher See) ist ein kleiner See an der ostantarktischen Georg-V.-Küste. Er liegt südwestlich des Low Lake, westlich des East Lake sowie 725 m ostsüdöstlich der größten der Mawson’s Huts am Kap Denison. Er ist der höchstgelegene See in diesem Gebiet.
Der australische Polarforscher Douglas Mawson benannte ihn im Zuge der Australasiatischen Antarktisexpedition (1911–1914). Die offizielle Anerkennung dieser Benennung erfolgte erst am 7. März 1991 durch das Antarctic Names Committee of Australia.